# Juan Mauricio Soler Hernández
Juan Mauricio Soler Hernández (Ramiriqui, 14 de gener de 1983) és un ciclista colombià, professional entre el 2005 i el 2011.
Els seus principals èxits esportius foren la victòria en la 9a etapa del Tour de França de 2007, quan atacà al coll del Galibier i s'imposà en solitari per davant d'Alejandro Valverde i Cadel Evans. En aquella mateixa edició guanyà el Gran Premi de la Muntanya.
El 2011, quatre anys després de la seva darrera victòria, tornà a guanyar una etapa a la Volta a Suïssa que li serví per vestir-se amb el mallot de líder. Amb tot, una posterior caiguda en la sisena etapa li provocà un seriós traumatisme craneoencefàlic i diverses fractures i hematomes, que obligaren que fos induït en coma artificial. De resultes de les lesions produïdes en aquesta caiguda, i tot i els intents per recuperar-se, el 20 de juliol de 2012 va fer públic la seva retirada definitiva del ciclisme professional.

## Palmarès
- 2002
  -     - Vencedor d'una etapa a la Volta a Colòmbia sub-23
- 2003
  -     - Vencedor d'una etapa a la Volta a Colòmbia sub-23
- 2004
  - 1r a la Volta a Colòmbia sub-23 i vencedor d'una etapa
- 2006
  - 1r del Circuit de Lorena i vencedor d'una etapa
- 2007
  - 1r a la Volta a Burgos i vencedor d'una etapa
  - Vencedor d'una etapa al Tour de França i  1r del Gran Premi de la Muntanya
- 2011
  - Vencedor d'una etapa a la Volta a Suïssa

### Resultats al Tour de França
- 2007. 11è de la classificació general. Vencedor d'una etapa.  1r del Gran Premi de la Muntanya
- 2008. Abandona (5a etapa)

### Resultats al Giro d'Itàlia
- 2008. Abandona (11a etapa)
- 2009. Abandona (16a etapa)